# Scruffy
Scruffy è un cartone animato prodotto da Charles A. Nichols e Ruby-Spears Productions all'interno di ABC Weekend Special.

## Personaggi
- Scruffy
- Sheep
- Butch
- Caesar
- Catin